# فهرست گل‌های ملی گرت بیل

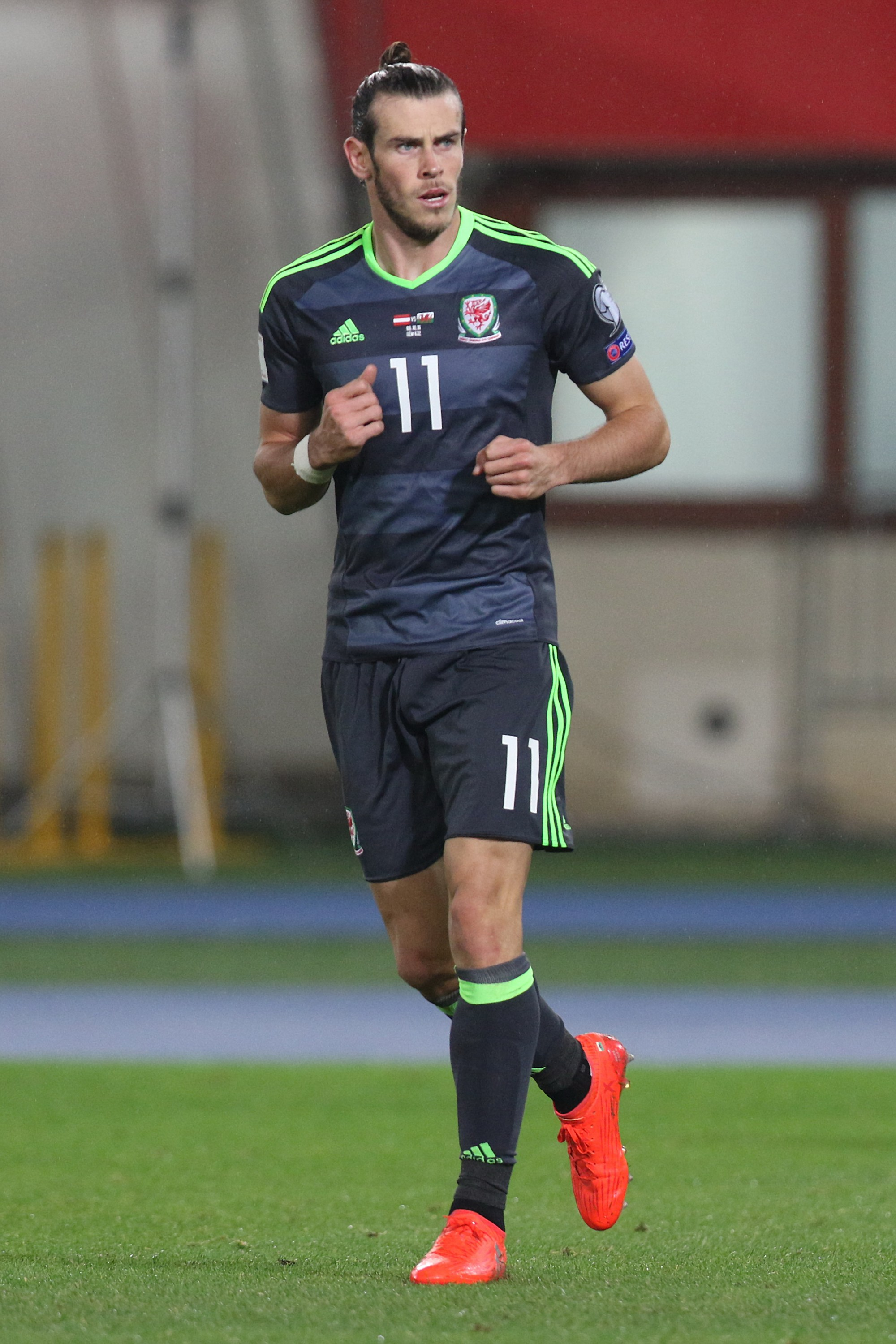
بیل با پیراهن ولز در سال ۲۰۱۶

گرت بیل یک فوتبالیست حرفه ای ولزی است که از سال ۲۰۰۶ به عنوان مهاجم برای تیم ملی فوتبال ولز به میدان رفته است. او نخستین بازی خود را برای ولز در ۲۷ مه ۲۰۰۶ در طی یک بازی دوستانه مقابل ترینیداد و توباگو انجام داد. بیل با ۱۶ سال و ۳۱۵ روز سن، جوانترین بازیکن تاریخ بود که در آن زمان در تیم حضور داشت.  در اکتبر ۲۰۰۶، در طی سومین بازی خود برای ولز، او مستقیماً از روی یک ضربه ایستگاهی در شکست ۵–۱ مقدماتی جام ملت‌های اروپا ۲۰۰۸ مقابل اسلواکی گلزنی کرد و جوانترین گلزن تاریخ این کشور شد.  تا ۲۹ نوامبر ۲۰۲۲، او با ۴۱ گل در ۱۱۱ بازی ، بهترین گلزن کشورش است. 
در ۱۳ اکتبر ۲۰۱۵، بیل نوزدهمین گل ملی خود را در پیروزی ۲-۰ مقابل آندورا در جریان آخرین بازی مرحله مقدماتی جام ملت‌های اروپا ۲۰۱۶ به ثمر رساند و به نخستین حضور این کشور در یک رقابت بزرگ بین‌المللی از زمان جام جهانی ۱۹۵۸ کمک کرد .  بیل بهترین گلزن ولز در رقابت‌های مقدماتی با ۷ گل بود.  در طول مسابقات که در فرانسه برگزار شده بود، بیل در هر سه بازی مرحله گروهی در این مسابقات، مقابل اسلواکی، روسیه و انگلیس گلزنی کرد، ولز در صدر گروه خود قرار گرفت و به نیمه پایانی راه یافت.  گل بیل از یک ضربه آزاد در نخستین بازی گروهی تیمش مقابل اسلواکی، نخستین گل در یک رقابت بزرگ بین المللی توسط یک بازیکن ولزی پس از گلزنی تری مدوین در برابر مجارستان در سال ۱۹۵۸ بود . بیل در تاریخ ۲۲ مارس ۲۰۱۸ پس از هت تریک در بازی دوستانه مقابل چین در جام چین ، بهترین گلزن تاریخ تیم ملی ولز شد.  بیل با ۲۶ گل که از قبل زده بود وارد مسابقه شد، دو گل کمتر از رکورد هموطن خود، ایان راش ، که از نوامبر ۲۰۱۶ طی هجده ماه گل ملی به ثمر نرسانده بود.  او در نیمه اول بازی دو گل به ثمر رساند تا با رکورد راش برابری کند تا اینکه با گل سوم خود در نیمه دوم از آن پیشی گرفت. او همچنین نخستین بازیکن ولزی بود که پس از رابرت ارنشاو در سال ۲۰۰۴، در سطح بین المللی هت تریک کرده است  . او دومین هت تریک خود را در سپتامبر ۲۰۲۱ در جریان پیروزی ۳-۲ مقابل بلاروس به دست آورد. 
بیل برای ولز در رقابت‌های مقدماتی جام جهانی و جام ملت‌های اروپا از جام ملت‌های اروپا ۲۰۰۸ ، و همچنین در مراحل حذفی جام ملت‌های اروپا ۲۰۱۶ بازی کرده است، جایی که این تیم قبل از حذف توسط قهرمان نهایی پرتغال ، به جمع چهار تیم پایانی رسید.  او همچنین در جام ملت‌های اروپا ۲۰۲۰ حضور داشت، جایی که ولز به مرحله یک هشتم نهایی رسید، اما بیل موفق به زدن گل نشد.  او بیش از هر قالب دیگری در مسابقات مقدماتی با ۲۸ گل (۱۴ گل در مقدماتی جام ملت‌های اروپا و ۱۴ گل در مقدماتی جام جهانی) گلزنی کرده است. گل های دیگر بیل شامل شش گل در بازی دوستانه (از جمله سه بازی در جام چین )، سه گل در قهرمانی اروپا و سه گل در لیگ ملت‌های اروپا است.  او بیش از هر حریفی مقابل چین، بلاروس، آندورا و اتریش گلزنی کرده است و به هر کدام سه گل زده است. 

## گل‌های ملی
| تعداد | تاریخ           | میزبان                                    | بازی | رقیب                | زده | پایانی | رقابت                           | منبع   |
| ----- | --------------- | ----------------------------------------- | ---- | ------------------- | --- | ------ | ------------------------------- | ------ |
| ۱     | ۷ اکتبر ۲۰۰۶    | ورزشگاه میلنیوم, کاردیف, ولز              | ۳    | اسلواکی             | ۲-۱ | ۵-۱    | مقدماتی جام ملت‌های اروپا ۲۰۰۸   | [ ۱۵ ] |
| ۲     | ۲۸ مارس ۲۰۰۷    | ورزشگاه میلنیوم, کاردیف, ولز              | ۶    | سان مارینو          | ۰-۲ | ۰-۳    | مقدماتی جام ملت‌های اروپا ۲۰۰۸   | [ ۱۶ ] |
| ۳     | ۱۲ اکتبر ۲۰۱۱   | ورزشگاه سنت یاکوب پارک, بازل, سوئیس       | ۲۷   | سوئیس               | ۱-۱ | ۴-۱    | مقدماتی جام ملت‌های اروپا ۲۰۱۲   | [ ۱۷ ] |
| ۴     | ۷ اکتبر ۲۰۱۱    | ورزشگاه لیبرتی, سوانزی, ولز               | ۳۱   | سوئیس               | ۰-۲ | ۰-۲    | مقدماتی جام ملت‌های اروپا ۲۰۱۲   | [ ۱۸ ] |
| ۵     | ۱۱ اکتبر ۲۰۱۱   | ورزشگاه ملی واسیل لوسکی, صوفیه, بلغارستان | ۳۲   | بلغارستان           | ۰-۱ | ۰-۱    | مقدماتی جام ملت‌های اروپا ۲۰۱۲   | [ ۱۹ ] |
| ۶     | ۱۲ نوامبر ۲۰۱۱  | ورزشگاه کاردیف سیتی, کاردیف, ولز          | ۳۳   | نروژ                | ۰-۱ | ۱-۴    | دوستانه                         | [ ۲۰ ] |
| ۷     | ۱۱ سپتامبر ۲۰۱۲ | ورزشگاه کاراجورجه, نووی ساد, صربستان      | ۳۶   | صربستان             | ۲-۱ | ۶-۱    | مقدماتی جام جهانی ۲۰۱۴          | [ ۲۱ ] |
| ۸     | ۱۲ اکتبر ۲۰۱۲   | ورزشگاه کاردیف سیتی, کاردیف, ولز          | ۳۷   | اسکاتلند            | ۱-۱ | ۱-۲    | مقدماتی جام جهانی ۲۰۱۴          | [ ۲۲ ] |
| ۹     | ۱۲ اکتبر ۲۰۱۲   | ورزشگاه کاردیف سیتی, کاردیف, ولز          | ۳۷   | اسکاتلند            | ۱-۲ | ۱-۲    | مقدماتی جام جهانی ۲۰۱۴          | [ ۲۲ ] |
| ۱۰    | ۶ فوریه ۲۰۱۳    | ورزشگاه لیبرتی, سوانزی, ولز               | ۳۹   | اتریش               | ۰-۱ | ۱-۲    | دوستانه                         | [ ۲۳ ] |
| ۱۱    | ۲۶ مارس ۲۰۱۳    | ورزشگاه لیبرتی, سوانزی, ولز               | ۴۱   | کرواسی              | ۰-۱ | ۲-۱    | مقدماتی جام جهانی ۲۰۱۴          | [ ۲۴ ] |
| ۱۲    | ۵ مارس ۲۰۱۴     | ورزشگاه کاردیف سیتی, کاردیف, ولز          | ۴۴   | ایسلند              | ۱-۳ | ۱-۳    | دوستانه                         | [ ۲۵ ] |
| ۱۳    | ۹ سپتامبر ۲۰۱۴  | ورزشگاه ملی آندورا, آندورا لا ولا, آندورا | ۴۵   | آندورا              | ۱-۱ | ۱-۲    | مقدماتی جام ملت‌های اروپا ۲۰۱۶   | [ ۲۶ ] |
| ۱۴    | ۹ سپتامبر ۲۰۱۴  | ورزشگاه ملی آندورا, آندورا لا ولا, آندورا | ۴۵   | آندورا              | ۱-۲ | ۱-۲    | مقدماتی جام ملت‌های اروپا ۲۰۱۶   | [ ۲۶ ] |
| ۱۵    | ۲۸ مارس ۲۰۱۵    | ورزشگاه سامی اوفر, حیفا, اسرائیل          | ۴۹   | اسرائیل             | ۰-۲ | ۰-۳    | مقدماتی جام ملت‌های اروپا ۲۰۱۶   | [ ۲۷ ] |
| ۱۶    | ۲۸ مارس ۲۰۱۵    | ورزشگاه سامی اوفر, حیفا, اسرائیل          | ۴۹   | اسرائیل             | ۰-۳ | ۰-۳    | مقدماتی جام ملت‌های اروپا ۲۰۱۶   | [ ۲۷ ] |
| ۱۷    | ۱۲ ژوئن ۲۰۱۵    | ورزشگاه کاردیف سیتی, کاردیف, ولز          | ۵۰   | بلژیک               | ۰-۱ | ۰-۱    | مقدماتی جام ملت‌های اروپا ۲۰۱۶   | [ ۲۸ ] |
| ۱۸    | ۳ سپتامبر ۲۰۱۵  | ورزشگاه جی‌اس‌پی, نیکوزیا, قبرس             | ۵۱   | قبرس                | ۰-۱ | ۰-۱    | مقدماتی جام ملت‌های اروپا ۲۰۱۶   | [ ۲۹ ] |
| ۱۹    | ۱۳ اکتبر ۲۰۱۵   | ورزشگاه کاردیف سیتی, کاردیف, ولز          | ۵۴   | آندورا              | ۰-۲ | ۰-۲    | مقدماتی جام ملت‌های اروپا ۲۰۱۶   | [ ۳۰ ] |
| ۲۰    | ۱۱ ژوئن ۲۰۱۶    | ورزشگاه نیو بوردو, بوردو, فرانسه          | ۵۶   | اسلواکی             | ۰-۱ | ۱-۲    | جام ملت‌های اروپا ۲۰۱۶           | [ ۳۱ ] |
| ۲۱    | ۱۶ ژوئن ۲۰۱۶    | ورزشگاه بولارت-دللیس, لانس, فرانسه        | ۵۷   | انگلستان            | ۰-۱ | ۲-۱    | جام ملت‌های اروپا ۲۰۱۶           | [ ۳۲ ] |
| ۲۲    | ۲۰ ژوئن ۲۰۱۶    | ورزشگاه تولوز, تولوز, فرانسه              | ۵۸   | روسیه               | ۰-۳ | ۰-۳    | جام ملت‌های اروپا ۲۰۱۶           | [ ۳۳ ] |
| ۲۳    | ۵ سپتامبر ۲۰۱۶  | ورزشگاه کاردیف سیتی, کاردیف, ولز          | ۶۲   | مولدووا             | ۰-۳ | ۰-۴    | مقدماتی جام جهانی ۲۰۱۸          | [ ۳۴ ] |
| ۲۴    | ۵ سپتامبر ۲۰۱۶  | ورزشگاه کاردیف سیتی, کاردیف, ولز          | ۶۲   | مولدووا             | ۰-۴ | ۰-۴    | مقدماتی جام جهانی ۲۰۱۸          | [ ۳۴ ] |
| ۲۵    | ۹ اکتبر ۲۰۱۶    | ورزشگاه کاردیف سیتی, کاردیف, ولز          | ۶۴   | گرجستان             | ۰-۱ | ۱-۱    | مقدماتی جام جهانی ۲۰۱۸          | [ ۳۵ ] |
| ۲۶    | ۱۲ نوامبر ۲۰۱۶  | ورزشگاه کاردیف سیتی, کاردیف, ولز          | ۶۵   | صربستان             | ۰-۱ | ۱-۱    | مقدماتی جام جهانی ۲۰۱۸          | [ ۳۶ ] |
| ۲۷    | ۲۲ مارس ۲۰۱۸    | مرکز ورزشی گوانگشی, ناننینگ, چین          | ۶۹   | چین                 | ۰-۱ | ۰-۶    | جام چین ۲۰۱۸                    | [ ۳۷ ] |
| ۲۸    | ۲۲ مارس ۲۰۱۸    | مرکز ورزشی گوانگشی, ناننینگ, چین          | ۶۹   | چین                 | ۰-۲ | ۰-۶    | جام چین ۲۰۱۸                    | [ ۳۷ ] |
| ۲۹    | ۲۲ مارس ۲۰۱۸    | مرکز ورزشی گوانگشی, ناننینگ, چین          | ۶۹   | چین                 | ۰-۶ | ۰-۶    | جام چین ۲۰۱۸                    | [ ۳۷ ] |
| ۳۰    | ۶ سپتامبر ۲۰۱۸  | ورزشگاه کاردیف سیتی, کاردیف, ولز          | ۷۱   | جمهوری ایرلند       | ۰-۲ | ۱-۴    | لیگ ملت‌های اروپا ۱۹-۲۰۱۸ گروه B | [ ۳۸ ] |
| ۳۱    | ۱۶ نوامبر ۲۰۱۸  | ورزشگاه کاردیف سیتی, کاردیف, ولز          | ۷۳   | دانمارک             | ۲-۱ | ۲-۱    | لیگ ملت‌های اروپا ۱۹-۲۰۱۸ گروه B | [ ۳۹ ] |
| ۳۲    | ۶ سپتامبر ۲۰۱۹  | ورزشگاه کاردیف سیتی, کاردیف, ولز          | ۷۸   | آذربایجان           | ۱-۲ | ۱-۲    | مقدماتی جام ملت‌های اروپا ۲۰۲۰   | [ ۴۰ ] |
| ۳۳    | ۱۳ اکتبر ۲۰۱۹   | ورزشگاه کاردیف سیتی, کاردیف, ولز          | ۸۱   | کرواسی              | ۱-۱ | ۱-۱    | مقدماتی جام ملت‌های اروپا ۲۰۲۰   | [ ۴۱ ] |
| ۳۴    | ۵ سپتامبر ۲۰۲۱  | ورزشگاه مرکزی کازان, کازان, روسیه         | ۹۸   | بلاروس              | ۰-۱ | ۲-۳    | مقدماتی جام جهانی ۲۰۲۲          | [ ۴۲ ] |
| ۳۵    | ۵ سپتامبر ۲۰۲۱  | ورزشگاه مرکزی کازان, کازان, روسیه         | ۹۸   | بلاروس              | ۲-۲ | ۲-۳    | مقدماتی جام جهانی ۲۰۲۲          | [ ۴۲ ] |
| ۳۶    | ۵ سپتامبر ۲۰۲۱  | ورزشگاه مرکزی کازان, کازان, روسیه         | ۹۸   | بلاروس              | ۲-۳ | ۲-۳    | مقدماتی جام جهانی ۲۰۲۲          | [ ۴۲ ] |
| ۳۷    | ۲۴ مارس ۲۰۲۲    | ورزشگاه کاردیف سیتی, کاردیف, ولز          | ۱۰۱  | اتریش               | ۰-۱ | ۱-۲    | مقدماتی جام جهانی ۲۰۲۲          | [ ۴۳ ] |
| ۳۸    | ۲۴ مارس ۲۰۲۲    | ورزشگاه کاردیف سیتی, کاردیف, ولز          | ۱۰۱  | اتریش               | ۰-۲ | ۱-۲    | مقدماتی جام جهانی ۲۰۲۲          | [ ۴۳ ] |
| ۳۹    | ۵ ژوئن ۲۰۲۲     | ورزشگاه کاردیف سیتی, کاردیف, ولز          | ۱۰۳  | اوکراین             | ۰-۱ | ۰-۱    | مقدماتی جام جهانی ۲۰۲۲          | [ ۴۴ ] |
| ۴۰    | ۱۴ ژوئن ۲۰۲۲    | ورزشگاه دکویپ, روتردام, هلند              | ۱۰۶  | هلند                | ۲-۲ | ۳-۲    | لیگ ملت‌های اروپا ۲۳-۲۰۲۲        | [ ۴۵ ] |
| ۴۱    | ۲۱ نوامبر ۲۰۲۲  | ورزشگاه احمد بن علی، الریان، قطر          | ۱۰۹  | ایالات متحده آمریکا | ۱-۱ | ۱-۱    | جام جهانی ۲۰۲۲                  | [ ۴۶ ] |